# 阿里阿德涅丘群
阿里阿德涅丘群（Ariadnes Colles）是火星埃里达尼亚区东北部的山丘（丘陵）区，位于南纬34.5度、东经172.78度左右，其覆盖范围180x160公里（112x99英里）。1982年，国际天文学联合会以火星古典反照率特征之名正式命名了它。

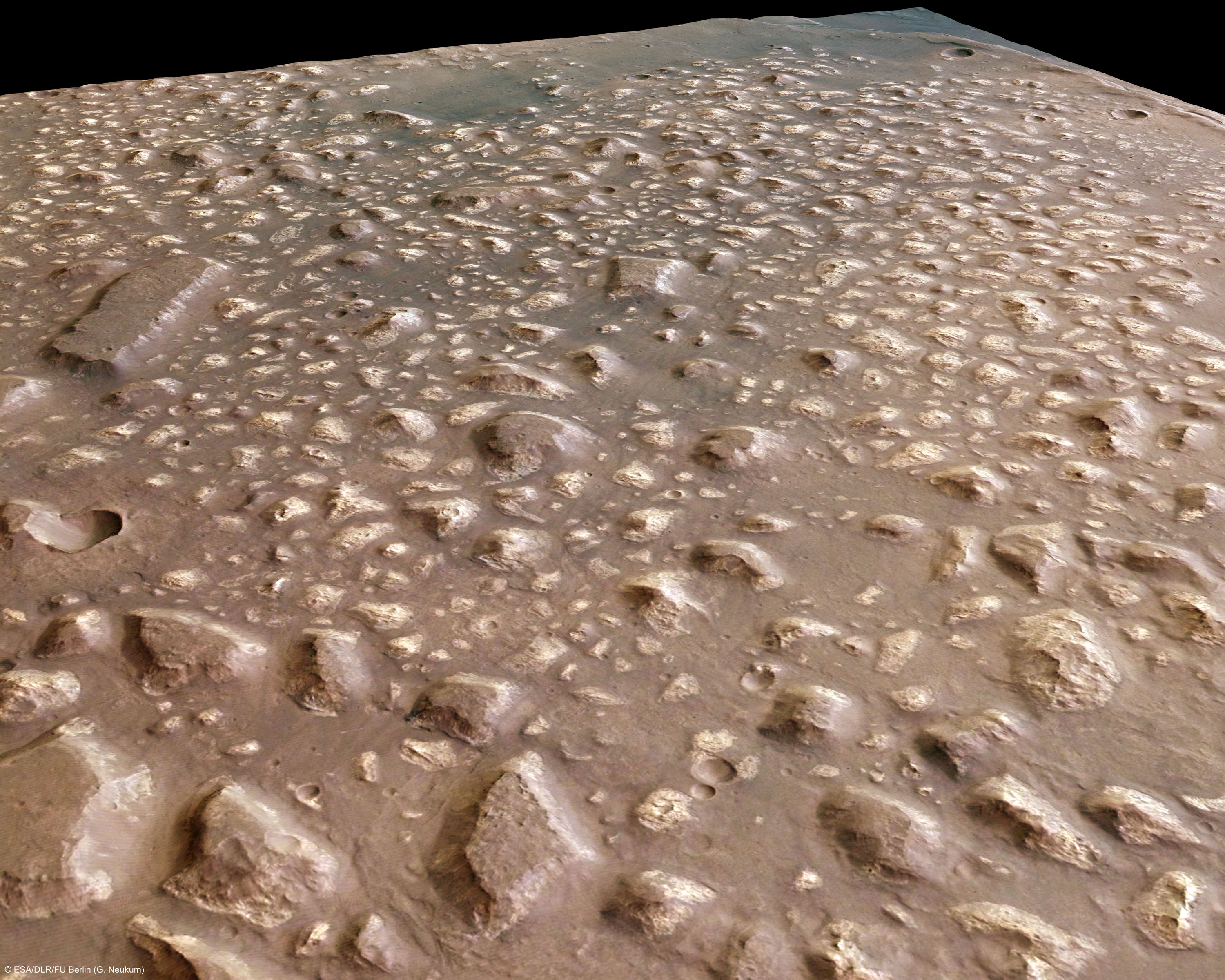
火星快车号立体相机拍摄的阿里阿德涅丘群透视图，由于镜头朝西南方，所以照片右下方为北。

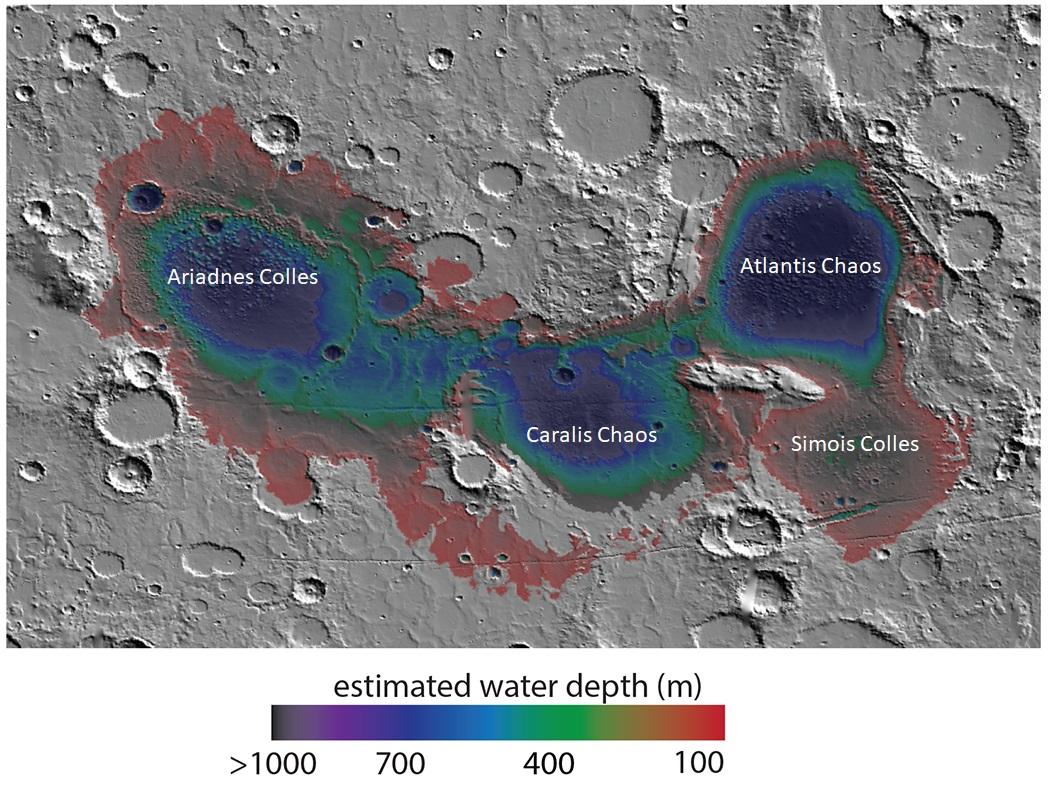
埃里达尼亚湖地图